# Civilization
Sid Meier's Civilization (v češtině zvaná Civilizace nebo Civilizace I) je prvním dílem úspěšné série tahových strategických počítačových her typu 4X od společnosti MicroProse - viz Civilization (herní série). Byla vydána v roce 1991.
Pro svůj úspěch a oblíbenost měla velký vliv na podobu dalších strategických her. Vzniklo též několik jejích klonů, které převzaly většinu pravidel beze změny – například FreeCiv a C-evo.

## Základní popis
Civilizace má oproti jiným hrám široký záběr co do epochy, v níž se odehrává. Hra začíná v roce 4000 před n. l. a hráč postupně vynalézá mnoho desítek technologií, jako železo, psaní, jízdu na koni, později střelný prach, železnici a spalovací motor a nakonec tanky, jadernou energii a lety do vesmíru.
Hráč začíná s jednou jednotkou osadníků. Z nich postaví město, které produkuje vojenské jednotky a další osadníky, nebo též budovy zvyšující produktivitu města. Podstatou hry je úspěšně řídit říši a moudře rozdělit prostředky mezi armádu, vědu, rozvoj měst, průzkum, zabírání nových území apod.
Hráč se při hře setkává s jinými civilizacemi, které jsou řízené počítačem. S nimi může soupeřit o zabrání území, bojovat pomocí vojenských jednotek, vyjednávat mír, nebo spolupracovat (například výměnou technologií).

## Hratelnost

### Vítězství
Zvítězit ve hře lze několika způsoby (některé jsou dostupné pouze v určitých verzích):
- Zničením ostatních civilizací
- Vysláním kosmické lodi ke kolonizaci jiné planety
- Pokud nikdo nezvítězí v daném počtu tahů, je za vítěze pokládána civilizace s nejvyšším skóre.

### Civilizace
Ve hře se vyskytuje 14 civilizací: Američané, Angličané, Aztékové, Babyloňané, Číňané, Egypťané, Francouzi, Germáni, Indové, Mongolové, Rusové, Řekové, Římané a Zulové.

### Správa města
Každé město spravuje v závislosti na své velikosti jistý počet políček, které generují:
- Jídlo umožňující růst města
- Suroviny potřebné pro údržbu jednotek, stavbu budov a jednotek
- Obchod, který hráč může libovolně rozdělit na:
  - Zlato, potřebné k údržbě budov, poplatkům jiným civilizacím (například výměnou za neútočení) nebo k rychlému dokončení urgentně potřebné jednotky
  - Vědu, která ovlivní rychlost vynalézání technologií
  - Luxus, který ovlivňuje spokojenost obyvatel ve městě

Různá pole generují různá množství výše uvedeného, například pastviny (grassland) generují hodně jídla, lesy poskytují suroviny apod. Existují též bonusová políčka: například les se zvěří produkuje více jídla než běžný les.
Výnos polí lze ovlivnit stavbou terénních úprav, například dolů a zavlažování, dále pak silnic a železnic, které navíc umožňují rychleji přepravovat jednotky.
Ve městech lze stavět jen to, co již bylo vynalezeno:
- vojenské jednotky (rytíři, paroloď, tank, bombardér, křižník, nukleární střela apod.)
- nevojenské jednotky (osadníci, diplomat, transportní loď, karavana)
- budovy, které slouží např. ke
  - zvýšení produktivity města v surovinách, vědě a zlatu (továrna, univerzita apod.)
  - zvýšení spokojenosti obyvatel (chrám, katedrála)
  - snížení znečištění (průmysl zamořuje okolní políčka na mapě; není-li znečištění odstraňováno, může vést ke globálnímu oteplení)
  - zvýšení odolnosti města proti konvenčním nebo nukleárním útokům (hradby, SDI obrana).
  - stavbě zkušených jednotek (ve městě bez kasáren jsou produkovány nezkušené jednotky, které jsou podřadné, pokud zkušenost nezískají vyhranou bitvou)
- divy světa, velmi nákladné projekty, z nichž každý může být postaven jen jednou civilizací. Například Velká knihovna (Great Library) poskytne hráči všechny technologie, které již jsou známy dvěma dalším civilizacím, SETI program zvýší vědu produkovanou ve městech apod.

### Spokojenost
Obyvatelé města jsou na počátku hry nespokojení (až na daný počet, který závisí na obtížnosti hry a velikosti říše) a je nutné je změnit na spokojené nebo šťastné pomocí budov, vojenských jednotek ve městě, divů nebo luxusu. Pokud v některém městě je více nespokojených obyvatel než šťastných, dojde k revoltě a město přestane produkovat.

### Boje
Pozemní jednotky se v zásadě dělí na obranné, těžké útočné a polní útočné. Každá jednotka má útočnou a obrannou sílu; výsledek souboje je ovlivněn řadou bonusů například za terén, za zkušenost jednotky, obránce dostává výhodu ve městě a v pevnosti apod.

### Forma vlády
Hráč může během hry změnit formu vlády - například despotismus má nízké náklady na údržbu vojenských jednotek, monarchie podporuje růst měst, demokracie generuje mnoho vědy, ale ztěžuje vedení války apod.

## Vývoj

### Vývoje před rokem 1990
Britský designér Francis Tresham vydal deskovou hru jménem Civilization pod svou společností Hartland Trefoil. Avalon Hill získal roku 1981 práva publikovat hru ve Spojených státech.
Před rokem 1990 byly nejméně 2 pokusy o vytvoření digitální verze Treshamovy hry Civilization. Danielle Bunten Berry plánovala začít pracovat v roce 1993 na hře po dokončení hry M.U.L.E. a znovu v roce 1995, po dokončení hry The Seven Cities of Gold v Electonic Arts. V roce 1983 se Bunten a producent Joe Ybarra poprvé rozhodli udělat hru Seven Cities of Gold. Úspěch Seven Cities of Gold v roce 1985 vedl k pokračování pod jménem Heart of Africa. Bunten se nikdy k Civilization nevrátila. Don Daglow, návrhář hry Utopia, první simulační hry, začal v roce 1987 pracovat na programování verze civilizationu.[zdroj?] Projekt však zrušil protože mu byla nabídnuta vysoká pozice ve společnosti Brøderbund, a ke hře se již nikdy nevrátil.